# Brännvidd

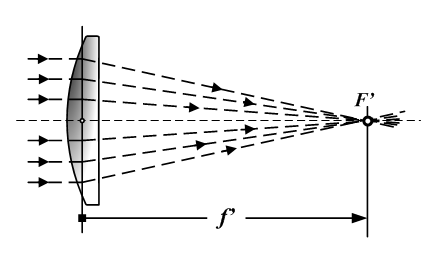
Fokallängd.

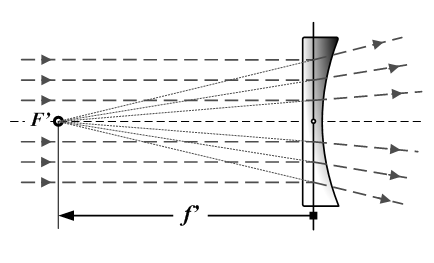
Negativ fokallängd

Brännvidden, även kallad fokallängd, är brännpunktens avstånd från en lins mittpunkt eller en buktig spegels vertex och är ett begrepp som beskriver brytningsegenskaperna hos linser, speglar och annan optik. 
Om strålar som utgått från en avlägsen punkt, och därför kan anses som parallella, infaller mot en konvergerande lins, bryts de efter sin passage genom linsen till en bestämd punkt på den axel som är parallell med dem. Om strålarna infaller parallellt med huvudaxeln träffar de linsens brännpunkt, primärfokus, vars avstånd från linsen kallas linsens brännvidd. Eftersom strålarna lika väl kan infalla från den ena sidan som från den andra, har en lins alltid två brännpunkter. För båda brännpunkterna är avståndet till linsen detsamma. 
Om man bestrålar en divergerande lins med parallella strålar så sprids strålarna efter att de passerat linsen som om de kommit från en bestämd punkt på linsens framsida. Brännpunkten (F) är den punkt som infallande strålar som är parallella med huvudaxeln sammanstrålar i. Men eftersom de utgående strålarna endast skenbart passerat denna punkt (det är bara deras förlängning bakåt som skär varandra i denna punkt), säger man att den divergerande linsen har en virtuell brännpunkt, till skillnad från brännpunkten på en konvergerande lins, som är reell. Brännvidden räknas som negativ för konkava linser och positiv för konvexa.

## Beräkning för linser

Figur 3.

Brännvidden {\displaystyle f} för linser kan beräknas enligt följande formel, känd som linsmakarformeln (beteckningar enligt figur 3):
{\displaystyle {\frac {1}{f}}=(n-1)\left({\frac {1}{r_{1}}}-{\frac {1}{r_{2}}}+{\frac {(n-1)d}{nr_{1}r_{2}}}\right)}
Där:
{\displaystyle r_{1}} = krökningsradien hos den linsyta som först träffas av ljuset,
{\displaystyle r_{2}} = krökningsradien hos den andra linsytan,
{\displaystyle n} = brytningsindex för det ämne som linsen är gjord av.
{\displaystyle d} = linsens tjocklek
För tunna linser kan linsmakarformeln förenklas till:
{\displaystyle {\frac {1}{f}}=(n-1)\left({\frac {1}{r_{1}}}-{\frac {1}{r_{2}}}\right)}
Observera att konkava ytor måste anges med negativa {\displaystyle r}-värden. För en plan begränsningsyta blir radien oändligt stor och dess inverterade värde lika med noll, så dessa termer bortfaller. 
Det finns flera metoder för att experimentellt bestämma linsers brännvidd. För en konvex lins är den enklaste metoden att rikta linsen mot solen och mäta avståndet mellan linsen och bilden. Detta avstånd är då brännvidden. Noggrannare metoder har utarbetats av Friedrich Wilhelm Bessel, Alfred Cornu, Ernst Abbe med flera.
Storheten {\displaystyle D={\frac {1}{f}}} är linsens brytningsförmåga och om brännvidden anges i meter får brytningsförmågan enheten m-1, i optiska sammanhang kallad dioptri. Brytningsförmågan kallas ofta "dioptrital", men detta "dioptrital" är ingen storhet, eftersom det förutsätter användandet av enheten meter.